# Республика Конго (Леопольдвиль)
Респу́блика Ко́нго (фр. République du Congo) — государство, основанное после обретения независимости от Бельгии в 1960 году. Бывшее Бельгийское Конго. Название страны бытовало до 1 августа 1964 года, когда оно было изменено на «Демократическая Республика Конго», чтобы отличать её от соседней Республики Конго со столицей в Браззавиле, в прошлом именовавшееся Французским Конго. Период между 1960 и 1965 годами упоминается как Первая конголезская республика. Существующая с 1997 года Демократическая Республика Конго, таким образом, является Третьей конголезской республикой.
Новоиспечённую страну сотрясали восстания до 1965 года, когда генерал-лейтенант Жозеф-Дезире Мобуту, верховный главнокомандующий национальной армии, захватил контроль над страной. В 1971 году Мобуту изменил название страны на Заир и оставался его главой до 1997 года.

## Военное дело
После получения независимости от Бельгии, колониальные войска метрополии Форс пюбли́к были переименованы 30 июня 1960 года в Конголезскую национальную армию (фр. Armée nationale congolaise).